# Île Coiba
L'île Coiba est la plus grande île au large de la côte pacifique de la province panaméenne de Veraguas.

## Situation
L'île Coïba est située à une vingtaine de kilomètres des côtes sud de la province panaméenne de Veraguas, dans le golfe de Chiriquí.
Coïba comporte également une quarantaine d'îlots éparpillés.
L'île mesure environ 19 km de large et 40 km de long.
Coïba est vallonnée et culmine à 300 ou 400 mètres d'altitude. Elle est couverte d'une jungle épaisse et héberge une faune pour partie semi-endémique.

## Écologie
L'île Coiba est une immense réserve naturelle qui le doit à son ancien statut de prison.
Elle abrite le Parc national de Coiba et sa zone spéciale de protection marine inscrits depuis 2005 au Patrimoine mondial de l'UNESCO.
Entre mi-août et mi-décembre, des baleines à bosse viennent y mettre bas. L'île abrite également une colonie de Sapajou du Panama.
Les eaux chaudes et peu profondes de l'île et de ses îlots abritent également une population de tortues, de requins, de dauphins et un vaste récif corallien.

## Histoire

### Avant le XXe siècle
Cette île était appelée Isla Quibo dans les récits des voyageurs au XVIIIe siècle. 

### Prison (XXe siècle)
Une colonie pénitentiaire, à ciel ouvert, fut construite sur l'île en 1919. En effet les eaux de Coiba sont célèbres pour les requins agressifs et les forts courants. C'est en quelque sorte la version panaméenne de l'île du Diable.
Les prisonniers les plus dangereux étaient gardés dans une enceinte centrale où il y avait une église et une petite clinique.
Les autres prisonniers demeuraient dans d'autres camps répartis sur l'île. À son apogée, l'île prison de Coiba hébergeait 3 000 détenus dans environ 30 camps disséminés dans l'île
L'ensemble des prisonniers travaillaient dans des exploitations agricoles pour assurer leur propre existence.
Sous les années de dictature d'Omar Torrijos puis de Manuel Noriega, la prison de Coiba inspirait la crainte. Les opposants politiques du régime y étaient enfermés, torturés et assassinés.
Les gens étaient suspendus à des jantes de panier de basket-ball pendant cinq jours jusqu'à ce que leurs mains aient enflé et que les os de leurs poignets soient à nu. Les mouches pondaient leurs œufs dans les plaies et les asticots mangeaient la chair. D'autres prisonniers étaient attachés au dos de chevaux et traînés, d'autre étaient simplement tués d'une balle dans la jungle alors qu'ils tentaient de s'échapper. 
Nul ne sait combien de Desaparecidos y furent exécutés. On suppose que bon nombre de ces malheureux ont fini soit dans des tombes anonymes situées à proximité de la colonie pénitentiaire de Coiba soit après avoir été assassinés et démembrés ont nourri la nombreuse population de requins des eaux environnantes.
Après la chute de la dictature, la prison de Coiba reprend son rôle de camp de détention criminelle plutôt que de prison politique. Les voleurs, les assassins et les violeurs reprennent, alors, l'exploitation de l'agriculture et de l'élevage de l'île pour assurer leur propre existence. Toutefois les prisonniers qui étaient de vrais criminels passaient leur temps à s'entre-tuer.
Peu de prisonniers évadés :
Certains ont fait jusque 16 heures de marche à travers la jungle afin d'arriver de l'autre côté de l'île, le côté le plus proche du continent, et puis nager jusqu'à la terre ferme ou bien qu'un bateau vienne les chercher pour les emmener hors de l'île. Toutefois la plupart n'ont pas réussi à s'échapper, ils ont disparu dans la jungle ou été emportés par les courants voire dévorés par les requins.  
La prison a été fermée en 2004 et les prisonniers ont été transférés dans d'autres prisons. Les structures restantes sont peu à peu reprises par la jungle et l'air marin. 
En raison de la crainte suscitée par l'existence de la colonie pénitentiaire, environ 80 % de la forêt et des îles sont restées vierges.

### XXIe siècle
Désormais, avec la prison disparue et le personnel d'encadrement totalement sous-financé, le prochain défi de Coiba est repousser les braconniers qui cherchent à piller la faune abondante du parc.

## Parc national de coiba

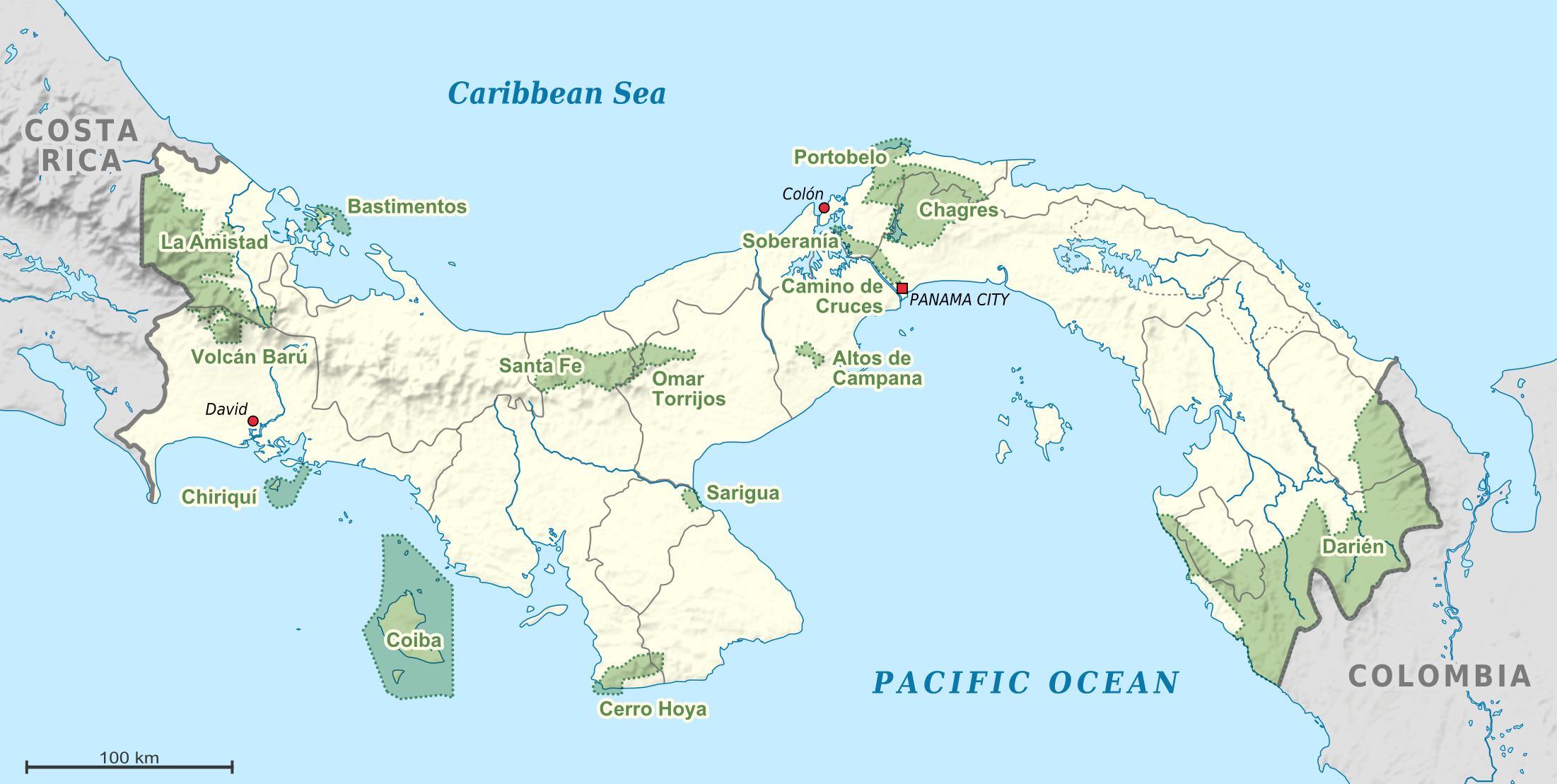
Carte des parcs nationaux du Panama

En 1992, le Panama a créé le parc national de Coiba, qui englobe plus de 1 042 miles carrés d'îles, de forêts, de plages, de mangroves et de récifs coralliens. En juillet 2005, l'Unesco l'a déclaré patrimoine mondial. Le parc comprend l'île de Coiba, 38 petites îles au large de la côte sud-ouest du Panama, ainsi que les zones marines environnantes dans le golfe de Chiriquí. Pour assurer la protection des récifs coralliens, des baleines à bosse, des globicéphales, des orques, des dauphins, des tortues de mer, des raies manta, des marlins et d'autres créatures marines.
Grâce à la capacité du golfe de Chiriquí à amortir les effets des variations de température dues à El Niño, les écosystèmes marins du parc national de Coiba abritent une grande biodiversité. Le parc abrite 760 espèces de poissons marins, 33 espèces de requins et 20 espèces de cétacés.

## Climat
Coiba a un climat de mousson tropicale avec des précipitations modérées à faibles de janvier à avril et des précipitations fortes à très fortes de mai à décembre. 
| Mois                              | jan.  | fév.  | mars  | avril | mai   | juin  | jui.  | août  | sep.  | oct.  | nov.  | déc.  | année   |
| --------------------------------- | ----- | ----- | ----- | ----- | ----- | ----- | ----- | ----- | ----- | ----- | ----- | ----- | ------- |
| Température minimale moyenne (°C) | 17,2  | 16,4  | 16    | 17,2  | 19    | 15,7  | 19    | 18    | 20    | 20,4  | 19,4  | 15,3  | 15,3    |
| Température moyenne (°C)          | 26    | 26,4  | 26,9  | 27,3  | 26,9  | 26,5  | 26,3  | 26,2  | 26    | 25,9  | 26    | 26,2  | 26,4    |
| Température maximale moyenne (°C) | 34,5  | 35,2  | 36    | 36,5  | 35    | 33,6  | 34,4  | 32,5  | 32,2  | 32    | 32,6  | 34,2  | 36,5    |
| Ensoleillement (h)                | 255,8 | 236,4 | 250,8 | 206,2 | 142,3 | 110,9 | 119,8 | 111,8 | 91,2  | 88,1  | 122,6 | 194,9 | 1 930,8 |
| Précipitations (mm)               | 20,2  | 36,6  | 40,3  | 123,2 | 341,8 | 377,2 | 308,1 | 411   | 560,1 | 625,9 | 405,8 | 153,3 | 3 403,5 |